# Filo (frazione)
Filo è una frazione di 2059 abitanti situata al confine delle province di Ferrara e Ravenna e dei loro rispettivi comuni di Argenta e Alfonsine da cui dista una ventina di chilometri.

## Geografia fisica
Il territorio, in parte, è posto sotto il livello del mare o comunque di un rialzo esiguo.
La superficie complessiva delle due frazioni è di 64,65 km² ora per quasi 40 km² nel comune di Argenta e più di 14 km² in quello di Alfonsine.

## Storia
Filo sorse sulla riva del Po di Primaro, antico ramo meridionale del Po, la foce più importante del fiume fino al XII secolo. Secondo la tradizione, il nome derivava da Rivera Fili, perché il fiume scorre dritto per ben sei miglia. L'area attorno all'abitato era paludosa: una mappa storica mostra come il terreno tra Filo e l'odierna Alfonsine fosse quasi completamente sommerso da un acquitrino, chiamato Valle di Filo e di Logastrino.
Nel Basso Medioevo il Po di Primaro era una importante via di comunicazione fluviale tra la Lombardia e il mare ed era percorso dal commercio del sale. A Filo, che era un comune autonomo, aveva sede un hospitale  o xenodochio, dedicato a San Giovanni Battista, per ospitare pellegrini e viaggiatori. Nel 1394 i marchesi d'Este acquistarono dai da Polenta di Ravenna il territorio della "Riviera di Filo". Da allora, la parte alla sinistra del fiume fece parte del territorio ferrarese.
Nel 1782, nell'area della valle di Filo venne scavato il nuovo corso del fiume Reno. Il fiume venne fatto scorrere in linea retta dalla Bastia di Argenta alla Madonna del Bosco. In seguito ai lavori, l'abitato di Filo si trovò distante dal fiume di circa 2 km. L'antico corso del Primaro continuò peraltro a segnare il confine tra ferrarese e ravennate.
Filo fu un comune autonomo dal Medioevo fino al 1859, termine del dominio dello Stato della Chiesa in Romagna. 
L'8 settembre 1944 i tedeschi, dietro indicazione dei locali vertici del Partito Fascista Repubblicano, prelevarono un gruppo di uomini di Argenta per effettuare una rappresaglia. Cinque furono fucilati presso il ponte della Bastia ed altri cinque furono fucilati a Filo.

## Monumenti e luoghi d'interesse

### Architetture religiose
Nel territorio della frazione è presente una parrocchiale dedicata a Sant'Agata, aperta al culto nel 1931, rimasta incompiuta fino al 1934, anno in cui vennero portati a termine i lavori su progetto dell'ingegnere bolognese Francesco Gualandi. L'edificio attuale sorge sul sedime di una chiesa precedente costruita tra il 1525 e il 1578.